# Данканич Євген Іванович
Данканич Євген Іванович (23.08.1980 р., Україна) — юрист, адвокат, керуючий партнер Адвокатського об'єднання «Лінія захисту». Спеціалізується на судовій практиці, господарському, цивільному, банківському та корпоративному праві. 
Засновник БО "БФ "СТРІЛОК" (https://www.fond-strilok.com), автор YouTube-каналу "Стрілок"(https://www.youtube.com/@SHOOTER_trainer)
Учасник російсько-української війни.

## Нагороди
- «Сталевий хрест» (наказ Головнокомандувача ЗСУ №95 від 16.01.2023 р.)
- «Золотий хрест» (наказ Головнокомандувача ЗСУ №1103 від 22.05.2023 р.)
- «Хрест Військова честь» (наказ Головнокомандувача ЗСУ №1704 від 31.12.2024 р.)

## Спортивні досягнення
Майстер спорту України зі стрільби (наказ Мінмолодьспорту №1018 від 01.04.2021).